# Wildfire (The Walking Dead)
"Wildfire" é o quinto episódio da primeira temporada da série de televisão de horror pós-apocalíptico The Walking Dead. Foi originalmente exibido na AMC, nos Estados Unidos, em 28 de novembro de 2010. No Brasil, estreou em 30 de novembro do mesmo ano, no canal Fox Brasil. O episódio foi escrito por Glen Mazzara e dirigido por Ernest Dickerson. 
No episódio, os sobreviventes lidam com as consequências do ataque dos zumbis, e decidem mudar-se para as instalações do Centro de Controle e Prevenção de Doenças, na esperança de encontrar uma cura para a infecção de Jim (Andrew Rothenberg). Enquanto isso, Shane Walsh (Jon Bernthal), encontra sua posição de liderança contestada por Rick Grimes (Andrew Lincoln) e sucumbe aos seus demônios interiores.

## Enredo
Os sobreviventes estão lidando com as consequências do ataque dos zumbis na noite anterior. Rick Grimes (Andrew Lincoln tenta contato com Morgan Jones (Lennie James) em seu walkie-talkie para que ele saiba que Atlanta não é um lugar seguro. Andrea está sentada em vigília sobre o corpo de sua irmã, Amy (Emma Bell), enquanto os outros lidam com os corpos dos zumbis e os mortos no ataque. Os corpos dos zumbis é atingido na cabeça com uma picareta para se certificar de que o cérebro está destruído, e em seguida, jogado em uma fogueira para queimar. Rick se aproxima de Andrea para que ela saiba que o corpo de Amy deve ser levado, mas ela puxa uma pistola e aponta-a para ele, que se afasta, se desculpando. O resto do grupo argumenta sobre como lidar com Andrea, quando Glenn diz para Daryl que os sobreviventes que morreram devem ser enterrados, e não queimados como os zumbis. É revelado que Jim (Andrew Rothenberg) foi mordido no ataque e Daryl quer matá-lo, com o apoio de Dale Horvath (Jeffrey DeMunn). Entretanto, Daryl é interrompido por Rick, que diz que o grupo não deve matar os vivos. Do outro lado do acampamento, Carol Peletier (Melissa McBride) atinge o corpo de seu marido falecido com golpes de picareta, impedindo que ele reanime como zumbi e descontando toda a amargura, abuso e sofrimento que ele causou a ela e sua filha, Sophia (Madison Lintz). 
Rick afirma que o grupo deve dirigir-se para as instalações do CCD em Druid Hills, na esperança de encontrar segurança e possivelmente até mesmo uma cura. Andrea permanece ao lado de sua irmã morta, até que ela desperta como um zumbi. Andrea pede desculpas por não passar mais tempo com ela e atira-lhe na cabeça, matando-a definitivamente. Shane pede que Lori Grimes (Sarah Wayne Callies) fale com Rick para eles desistirem de para o CCD, mas ela não concorda. Ao fazer uma varredura na mata, Shane considera atirar em Rick, e é observado por Dale, que percebe que Rick está em sua mira. Depois de voltar para o acampamento, Shane diz que ele mudou de ideia e vai apoiar o grupo ir ao CCD. A família Morales anuncia que eles seguirão para Birmingham, onde eles têm parentes, e Rick dá-lhes um revólver e munição. Eles se separam. A RV de Dale quebra na estrada, e enquanto ela está sendo consertada, Jim, cuja condição tem vindo a agravar-se, pede para ser deixado para trás para "juntar-se à sua família" (todos os quais foram mortos por zumbis). O grupo obedece o pedido de Jim e o deixa debaixo de uma árvore na beira da estrada. Eles continuam seu caminho rumo ao CCD. 
O episódio muda para uma transmissão de vídeo feita por um homem chamado Edwin Jenner (Noah Emmerich), aparentemente no CCD (cujo logotipo aparece em sua caneca de café e materiais perigosos terno). Ele diz que se passou 194 dias desde que "Wildfire" foi declarado (e 63 dias desde que a doença se tornou global), sem evolução clínica. O homem é mostrado, em uma roupa de proteção de risco biológico, fazendo experiências em tecido, depois de um derrame, ele passa por descontaminação, mas um processo de descontaminação de equipamentos automatizados deixa as amostras destruídas. Ele continua a sua transmissão, lamentando a perda de seus melhores exemplares e pensando em suicídio. Enquanto isso, o grupo de Rick atingiu o campus do CCD, que é cercado por um posto de controle militar cheio de cadáveres, tanto militares como civis. Eles são incapazes de entrar no edifício do CCD, e com a escuridão que se aproxima, os zumbis estão começando a chegar. Como o grupo entra no desespero e começa a se mover em direção à RV, Rick vê o movimento que câmeras de vigilância se movem. Ele bate na porta, pedindo para o grupo entrar. Dr. Jenner vê-los na sala de vigilância e, com relutância, abre uma das portas para eles. Uma luz branca ofuscante é vista quando eles entram.

## Produção
"Wildfire" foi dirigido por Ernest Dickerson e escrito por Glen Mazzara. O ator Noah Emmerich fez uma aparição no episódio, interpretando o personagem de Edwin Jenner, um dos poucos remanescentes médico dedicados a erradicar o vírus. A aparição de Emmerich foi formalmente anunciado em novembro de 2010. O criador da série, Frank Darabont, prenunciava o desenvolvimento do episódio no mesmo mês, ao lado do antecessor, "Vatos" e a primeira final da temporada, "TS-19". 